# Neolamprologus pulcher
A Neolamprologus pulcher a sugarasúszójú halak (Actinopterygii) osztályának sügéralakúak (Perciformes) rendjébe, ezen belül a bölcsőszájúhal-félék (Cichlidae) családjába tartozó faj.

## Képek

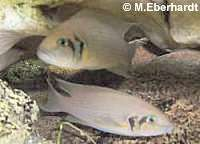
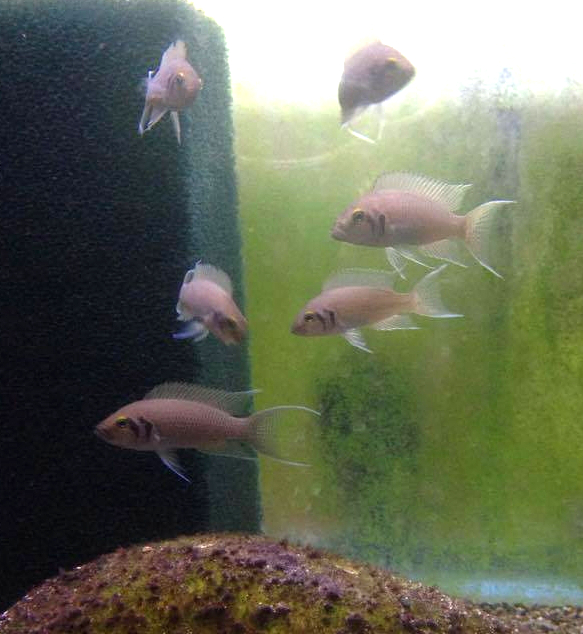
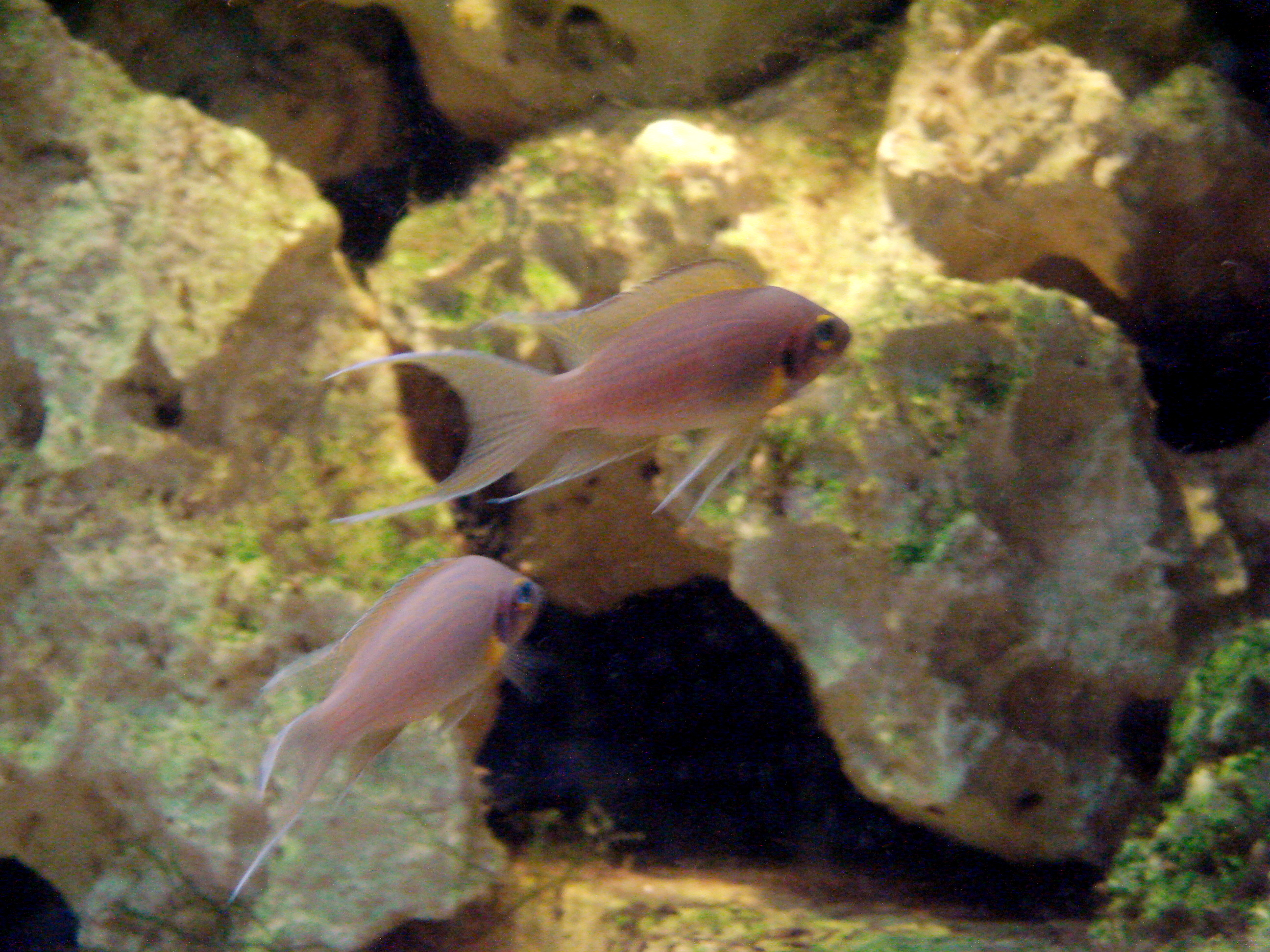

## Rendszertani eltérés
A Neolamprologus pulcher (Trewavas & Poll, 1952) és a Neolamprologus brichardi (Poll, 1974) nevű taxonokat, korábban külön fajokként tartották számon, azonban a további kutatásoknak köszönhetően a két fajnak vélt állat egy halfajnak bizonyult. Az egyesített halfaj a Neolamprologus pulcher nevet kapta, mivel a kettő közül ez volt az idősebb taxon.

## Előfordulása
A Neolamprologus pulcher az afrikai Tanganyika-tó egyik endemikus hala. A korábban N. brichardi fajnak vélt állomány, eme tó északi részein található meg.

## Megjelenése
Az átlagos hím példány elérheti a 7,2 centiméteres hosszt is; azonban az északi állomány hím példánya akár 9 centiméterre is megnőhet.

## Életmódja
Trópusi halfaj, amely az édesvizű tó fenekének a közelében, a partoktól távol él. A 22-26 Celsius-fokos vízhőmérsékletet és a 7,3-8,5 pH vagy északon a 8-9 pH értékű vizet kedveli. A törmelékben gazdag helyeket részesíti előnyben. Planktonevő Hűséges párban él - csak az egyik hal halála után választ másik párt a megmaradt fél; a területet a hím is és a nőstény is őrzi.

## Szaporodása
A 20-60 darab ikrát, a nőstény egy mélyedésebe rakja le. Az ikrák és ivadékok őrzésében a szülők mellett az azelőtti alom fiatal halai is besegítenek.

## Felhasználása
Ennek a halfajnak nincs ipari mértékű halászata. Inkább, csak az akváriumok részére fogják be. A városi akváriumokban kedvelt. Legalább 80 centiméteres akváriumot igényel.